# Monterol
Monterol (olaszul: Monterol) falu Horvátországban, Isztria megyében. Közigazgatásilag Umaghoz tartozik.

## Fekvése
Az Isztria északnyugati részén, Umagtól 1 km-re északra fekszik.

## Története
Üdülőtelep, melynek lakossága a turizmusból él. Lakosságát csak 2001-óta számlálják önállóan. Akkor is és 2011-ben is 19 lakosa volt.

## Lakosság
| Lakosság változása | Lakosság változása | Lakosság változása | Lakosság változása | Lakosság változása | Lakosság változása | Lakosság változása | Lakosság változása | Lakosság változása | Lakosság változása | Lakosság változása | Lakosság változása | Lakosság változása | Lakosság változása | Lakosság változása | Lakosság változása |
| ------------------ | ------------------ | ------------------ | ------------------ | ------------------ | ------------------ | ------------------ | ------------------ | ------------------ | ------------------ | ------------------ | ------------------ | ------------------ | ------------------ | ------------------ | ------------------ |
| 1857               | 1869               | 1880               | 1890               | 1900               | 1910               | 1921               | 1931               | 1948               | 1953               | 1961               | 1971               | 1981               | 1991               | 2001               | 2011               |
| 0                  | 0                  | 0                  | 0                  | 0                  | 0                  | 0                  | 0                  | 0                  | 0                  | 0                  | 0                  | 0                  | 0                  | 19                 | 19                 |